# Truman H. Safford
Truman Henry Safford (Royalton, 6 gennaio 1836 – Newark, 13 giugno 1901) è stato un astronomo statunitense.
In gioventù è stato anche un famoso calcolatore prodigio.
Fin da bambino rivelò eccezionali doti di calcolo mentale. All'età di nove anni un prete gli domandò di moltiplicare il numero 365 365 365 365 365 365 per se stesso. In meno di un minuto egli diede la risposta esatta (133 491 850 208 566 925 016 658 299 941 583 225), senza usare carta e penna. Appassionato di astronomia, all'età di dieci anni sviluppò un nuovo metodo per calcolare il sorgere e tramontare della Luna, con il quale si impiegava solo un quarto del tempo necessario fino ad allora. 
Diversamente da altri calcolatori prodigio, Safford non diede mai dimostrazioni pubbliche, ed era molto restìo, soprattutto da adulto, a parlare delle sue doti di calcolatore mentale. 
Nel 1854 ottenne un Master of Arts all'Università di Harvard e nei dodici anni successivi lavorò al Harvard College Observatory. Tra i suoi lavori in questo periodo vi fu la determinazione del moto di Sirio, usando il metodo della variazione della declinazione anziché della ascensione retta. Nel 1860 compilò un catalogo della declinazione di 532 stelle, la cui ascensione retta doveva essere determinata dalla Great Lakes Survey. 
Nel 1866 fu nominato primo direttore del Dearborn Observatory, situato nei pressi dell'Università di Chicago. L'osservatorio era dotato del più grande telescopio rifrattore allora esistente. Si occupò particolarmente delle nebulose, scoprendone un buon numero di nuove. Molte di esse si rivelarono in seguito delle galassie. In seguito al grande incendio di Chicago del 1871, che danneggiò gravemente l'osservatorio, Safford lavorò per qualche anno per la U.S. National Geodetic Survey. 
Nel 1876 fu nominato Field Professor of Astronomy al Williams College nel Massachusetts. L'anno successivo divenne direttore del Hopkins Observatory, l'osservatorio astronomico del College, ritenuto il più antico degli Stati Uniti. Tra i suoi principali lavori vi fu il Williams College Catalogue of North Polar Stars, un catalogo di 261 stelle situate in prossimità del polo celeste, pubblicato nel 1888. Condusse anche uno studio per determinare la massa di Nettuno in base alle perturbazioni orbitali causate da Urano. 
Nel 1894 ebbe un attacco cardiaco che lo costrinse ad abbandonare l'insegnamento, ma mantenne la direzione del Hopkins Observatory fino alla morte.